# Christian Gude
Christian Gude (* 1965 in Rheine) ist ein deutscher Autor von Kriminalromanen.

## Leben
Gude ist Geograph und arbeitet als Marketingexperte für ein Consultingunternehmen. Er ist verheiratet und Vater eines Sohnes. Gude lebt in Darmstadt.

## Publikationen
Von Christian Gude sind fünf Kriminalromane erschienen. Haupthandlungsort der Romane ist Darmstadt, Protagonist ist der fiktive Polizeihauptkommissar Karl Rünz. Mosquito thematisiert den Luftangriff auf Darmstadt durch die Royal Air Force in der Nacht vom 11. auf 12. September 1944. 
Im Mittelpunkt von Binärcode stehen die Aktivitäten des Europäischen Raumflugkontrollzentrums und weiterer Institutionen in Darmstadt. Binärcode bewegt sich an der Genregrenze zwischen Kriminalroman und Science Fiction. Der Wissenschaftskrimi Homunculus thematisiert die Robotik-Forschung an der Technischen Universität Darmstadt.

## Werke
- Strukturänderungen und Unternehmensbewertung zum Börsenkurs, Köln : O. Schmidt 2004, ISBN 978-3-504-64670-7. (zugelassene Dissertation Universität Hamburg 2003)
- Mosquito. Gmeiner-Verlag, Meßkirch 2007, ISBN 978-3-89977-712-3.
- Binärcode. Gmeiner-Verlag, Meßkirch 2008, ISBN 978-3-89977-762-8.
- Homunculus. Gmeiner-Verlag, Meßkirch 2009, ISBN 978-3-8392-1013-0.
- Kontrollverlust Gmeiner-Verlag, Meßkirch 2010, ISBN 978-3-8392-1034-5
- Kammerspiel Gmeiner-Verlag, Meßkirch 2012, ISBN 978-3-8392-1326-1